# Goniothalamus griffithii
Goniothalamus griffithii este o specie de plante din genul Goniothalamus, familia Annonaceae, descrisă de Joseph Dalton Hooker și Thomas Thomson. Conform Catalogue of Life specia Goniothalamus griffithii nu are subspecii cunoscute.